# کوچوبی (داغستان)
کوچوبی (به لاتین: Kochubey) یک منطقهٔ مسکونی در روسیه است که در داغستان واقع شده‌است.